# فدراسیون جهانی آمادگی جسمانی
فدراسیون جهانی آمادگی جسمانی (WFF) سازمان بین‌المللی بدنسازی است که در سال ۱۹۶۸ تأسیس شد. این فدراسیون بدنسازی کلاسیک یا ورزشی را با تمرکز بر کیفیت زیبایی بدن به جای عضله‌سازی ترویج می‌کند.

## پیشینه
این فدراسیون در سال ۱۹۶۸ توسط کلاوس هافمن در آلمان تأسیس شد. رویدادهای ابتدایی فدراسیون در اروپای شرقی برگزار شد، اما در طول دههٔ ۱۹۹۰ علاقهٔ جهانی به رویدادهای فدراسیون از جاهای دور و نزدیک مورد حمایت قرار گرفت و امروزه فدراسیون در تمام قاره‌ها پشتیبانی می‌شود. گرام لنسفیلد در سال ۲۰۱۳ پس از بازنشستگی هافمن، رئیس جهانی فدراسیون شد.
در سال‌های ۲۰۱۴ و ۲۰۱۵، رویدادهای مهم فدراسیون در خارج از اروپا برای اولین بار در سال ۲۰۱۴ در کرهٔ جنوبی و مسابقات قهرمانی جهانی به میزبانی استرالیا و آفریقای جنوبی در سال‌های ۲۰۱۴ و ۲۰۱۵ برگزار شد.
در سال ۲۰۱۶ فدراسیون با برگزاری مسابقات در اورلاندو، فلوریدا به آمریکا گسترش یافت. در سال ۲۰۱۸، مسابقات جهانی فدراسیون در هانتینگتون بیچ، کالیفرنیا و به میزبانی بدنساز مشهور، لورن پاورز، برگزار شد.

## رویدادهای مهم
فدراسیون در حال حاضر هر سال دو مسابقه بزرگ بین‌المللی برگزار می‌کند. این رویدادها مسابقات مقدماتی حرفه ای هستند که در آن افراد واجد شرایط می‌توانند صاحب جایگاه حرفه ای در فدراسیون شوند.
- مسابقات یونیورس معمولاً در ژوئن/ژوئیه برگزار می‌شود.[۲]
- مسابقات جهانی فدراسیون معمولاً در ماه اکتبر / نوامبر برگزار می‌شود.[۳]

سایر رویدادهای مقدماتی حرفه‌ای عبارتند از مسابقات قهرمانی اروپا، مسابقات قهرمانی آسیا اقیانوسیه، جام پان آمریکن و غیره.

## سطوح حرفه‌ای
در سال ۲۰۱۴ بخش حرفه ای فدراسیون ایجاد شد تا سطح بیشتری از رقابت در سطح نخبگان را فراهم کند. اولین رویداد حرفه‌ای در سال ۲۰۱۵ در لسیوته فرانسه برگزار شد.
فدراسیون سطوح حرفه ای را برای مردان و زنان در بدنسازی، بیکینی و مدلینگ ورزشی ارائه می‌دهد. برندگان رویدادهای مهم بین‌المللی فدراسیون و مسابقات قهرمانی قاره‌ای، صاحب جایگاه حرفه‌ای می‌شوند و فرصت رقابت برای دریافت جایزه به دست می‌آورند.
مسابقات مقدماتی سطح حرفه‌ای برای همه رقبای آماتور آزاد است.